# Evil or Divine – Live in New York City
Evil or Divine – Live in New York City – album koncertowy zespołu Dio, wydany w 2005 roku nakładem Spitfire Records. Koncert ukazał się również w formacie DVD.

## Lista utworów
1. "Killing The Dragon" – 5:15
2. "Egypt"/"Children of the Sea" – 8:46
3. "Push" – 4:04
4. Drum Solo (tylko na DVD) – 4:36
5. "Stand Up and Shout" – 4:03
6. "Rock and Roll" – 5:58
7. "Don't Talk to Strangers" – 6:38
8. "Man on the Silver Mountain" – 3:07
9. Guitar Solo – 8:51
10. "Long Live Rock and Roll" – 5:02
11. "Lord of the Last Day" (tylko na DVD) – 4:25
12. "Fever Dreams" – 4:38
13. "Holy Diver" – 5:25
14. "Heaven and Hell" – 7:12
15. "The Last in Line" – 8:40
16. "Rainbow in the Dark" – 6:01
17. "We Rock" – 6:10

## Twórcy
- Ronnie James Dio – śpiew
- Jimmy Bain – gitara basowa
- Simon Wright – perkusja
- Doug Aldrich – gitara
- Scott Warren – keyboard